# Burg Lagenberg
Die Ruinen der ehemaligen Burg Lagenberg liegen auf einem Hügel nördlich des Dorfes Laax im schweizerischen Kanton Graubünden.

## Lage
Die Ruine liegt auf 1127 m ü. M. zwischen den Dorfteilen Laax-Cons und Murschetg auf einem bewaldeten Hügel. Sie ist in von Cons aus in einer knappen Viertelstunde gut zu erreichen und oberhalb des Wasserreservoirs leicht zu finden.

## Name
Bei den Chronisten Ulrich Campell und Fortunat Sprecher erscheint der Burgname als Langenberg, was in Hinblick auf den langgezogenen Hügel, auf dem die Burg stand, durchaus einleuchtend scheint. In einem habsburgischen Urbar vom Anfang des 14. Jahrhunderts erscheint der Name Lagenberg. Eine Erklärung dafür wäre, dass deutsche Besitzer Bezug auf die nahe gelegene Siedlung Laax (von lacus, der See) nahmen und ihre Festung als Laaxer Burg bezeichneten. Die Umwandlung von –er auf –er könnte in Anlehnung an zahlreiche andere Burgennamen erfolgt sein.

## Anlage
Die spärlichen Mauerreste lassen die architektonischen Zusammenhänge nicht mehr erkennen, allerdings lässt sich auf eine ausgedehnte Anlage schliessen. Die Hauptburg im Norden des Areals bestand aus einem Turm im Norden, einem weiteren Gebäude im Süden und wohl einem Hof dazwischen. Erhalten haben sich wallartige Mauerzüge aus kleineren Bruchsteinen und viel Füllmaterial. Südlich der Hauptburg lag eine, getrennt durch einen Halsgraben, geräumige Vorburg.

## Geschichte
Schriftliche Unterlagen über die Erbauung der Burg fehlen. Die Bauweise der Mauerreste lässt auf eine Erbauungszeit in der zweiten Hälfte des 13. Jahrhunderts schliessen.
Die Burg Lagenberg bildete das Zentrum der Herrschaft Laax, das von den Freien des Bündner Oberlandes gebildet wurde. Die Herrschaft wurde um 1280 errichtet und dem Haus Österreich verliehen. Die Burg wird 1303 in einem habsburgischen Urbar erstmals genannt.
Zur Anlage gehörten Hofstätten unterhalb der Anlage, darunter auch der Platz im Süden des Hügels, die heute noch Il marcau heisst und wo früher am Gallustag ein Jahrmarkt (Il marcau) abgehalten wurde.
1323 wurde die Lagenberg in einer Fehde von Donat von Vaz erobert und zerstört: da die vest zerbrochen wart, die weil si der von Vatz inne het (Schiedsspruch von 1348). Nach Donats Tod 1337 kam die Lagenberg über seine Schwester Ursula von Vaz in den Besitz ihres Gatten Rudolf von Werdenberg-Sargans, wurde aber nicht mehr aufgebaut.

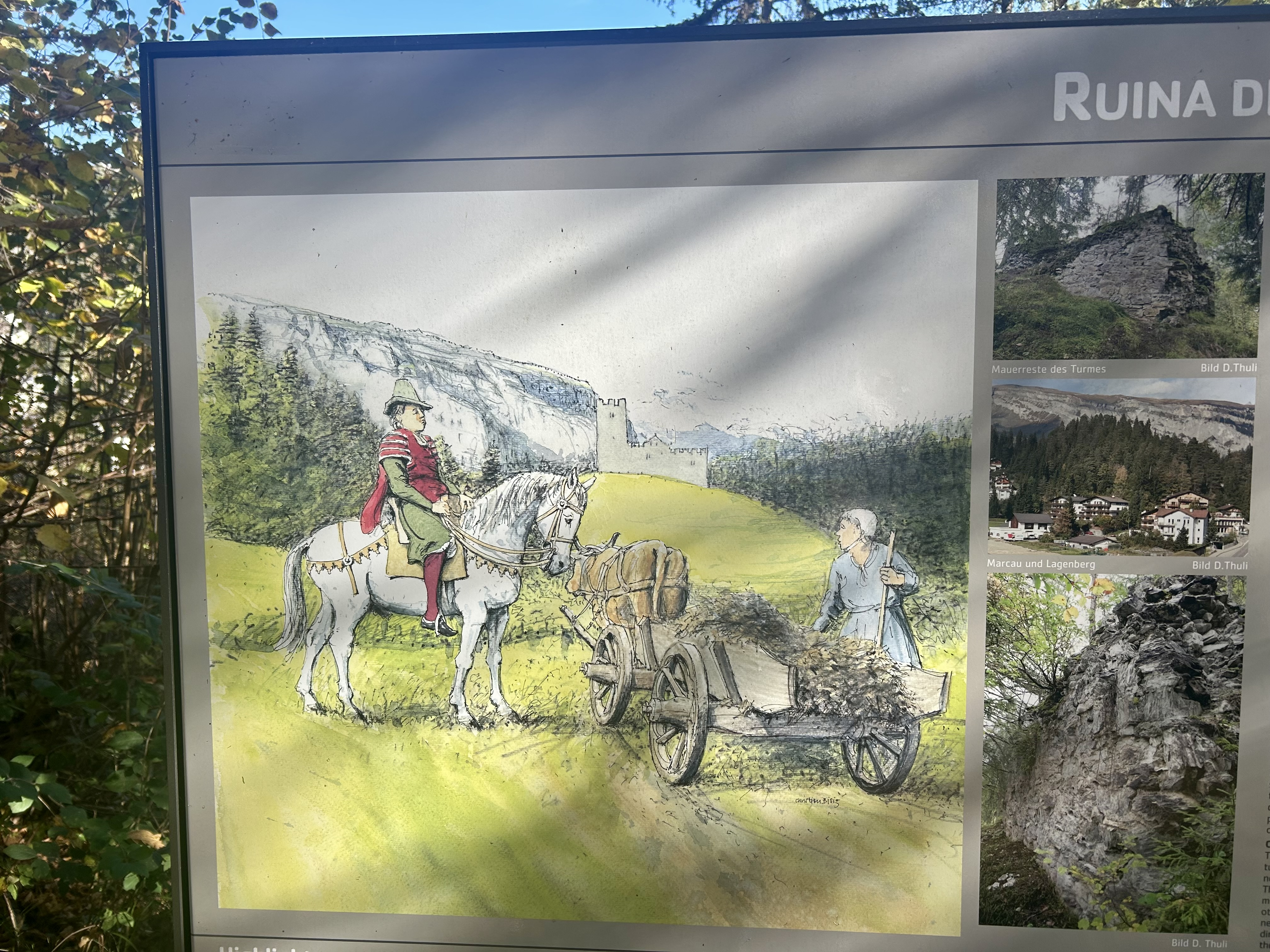
Infotafel
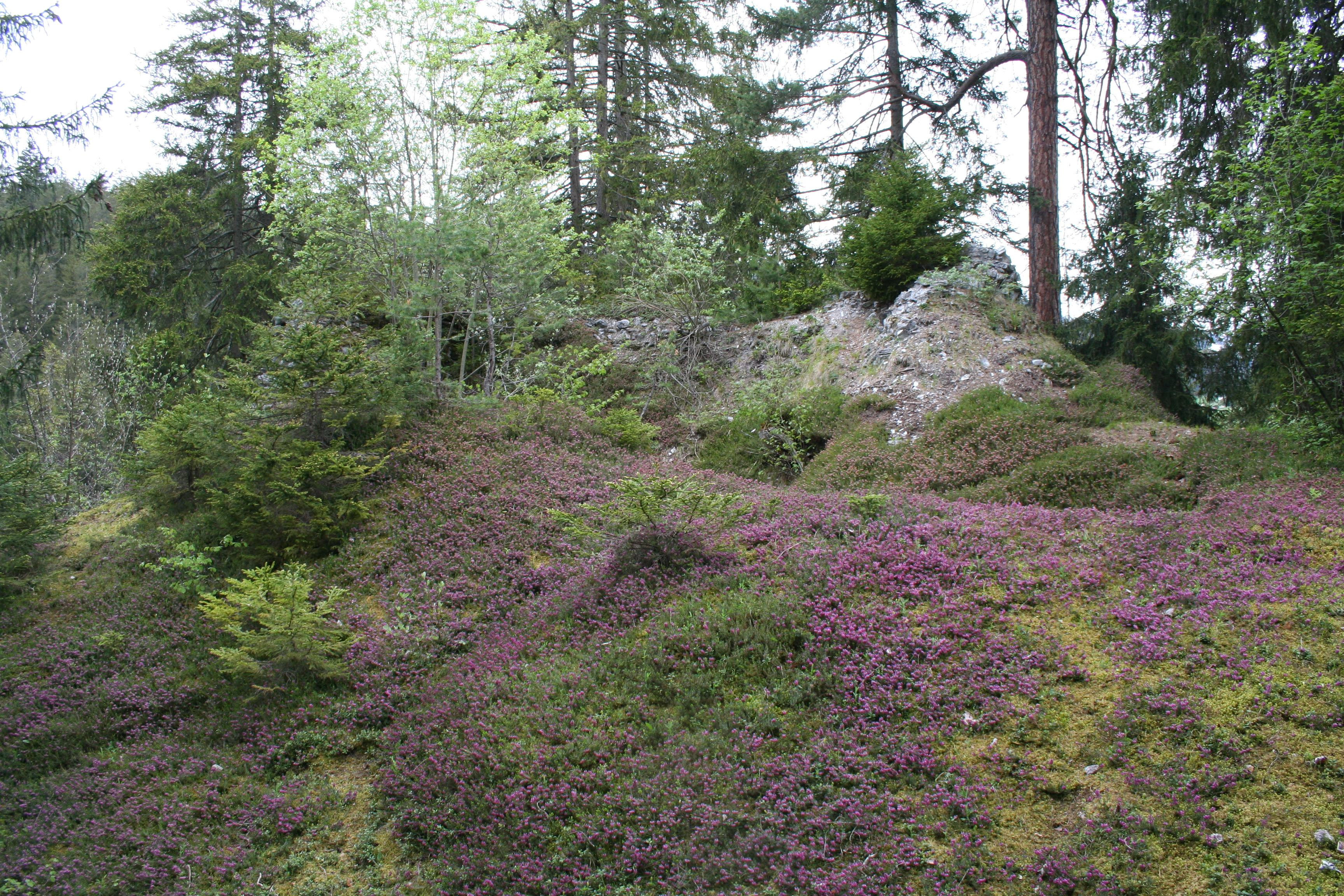
Ansicht von Süden
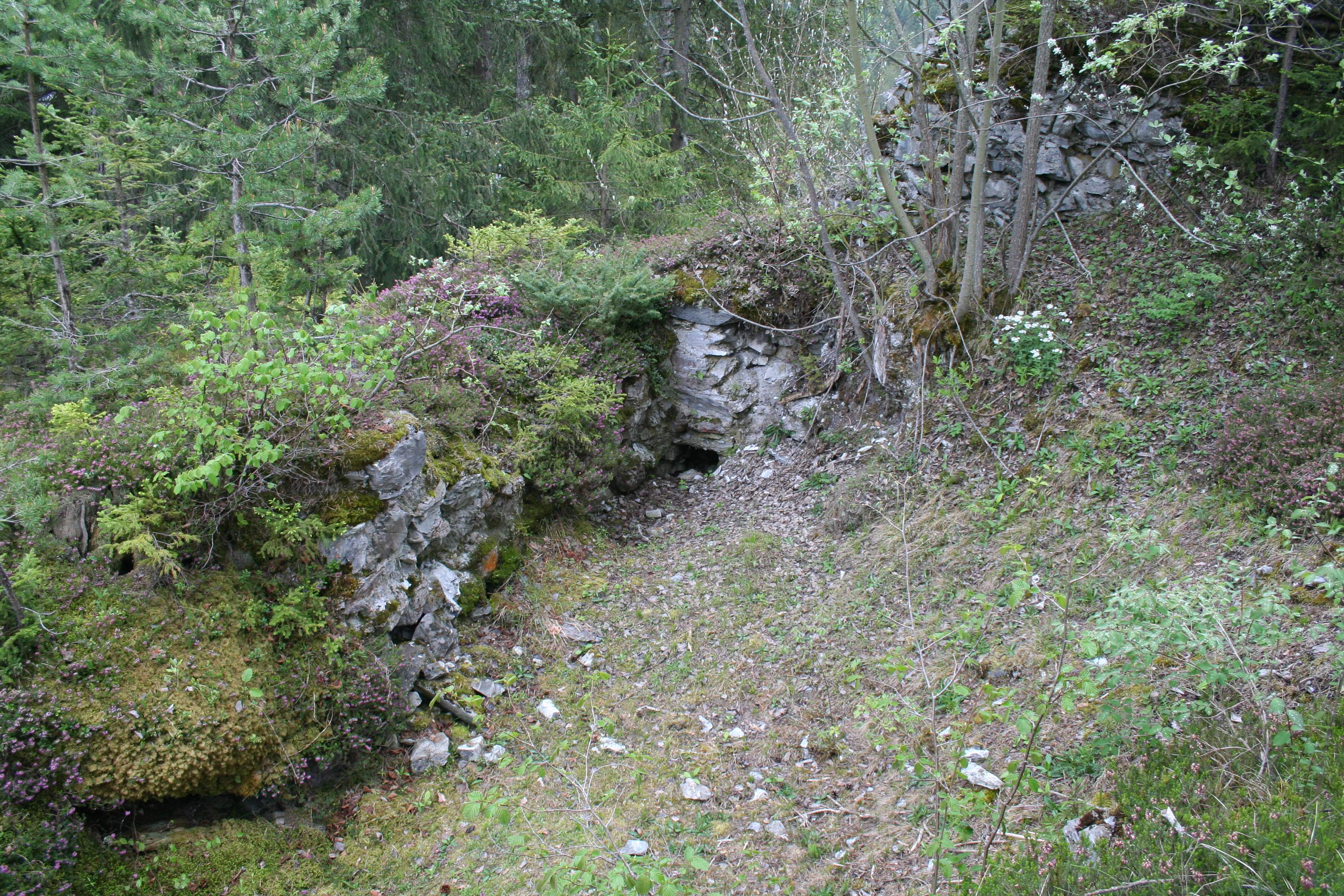
Südseite
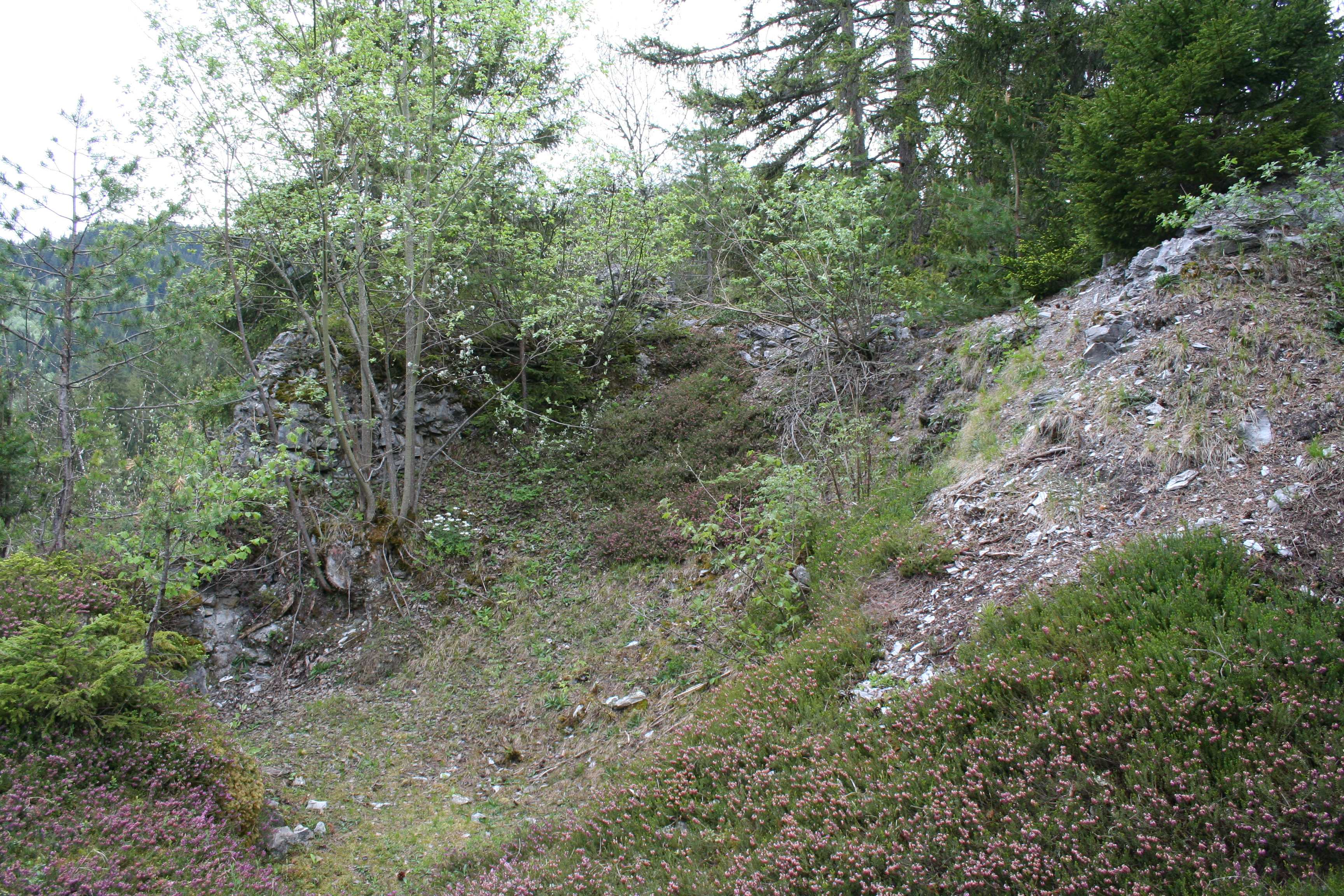
Innenraum
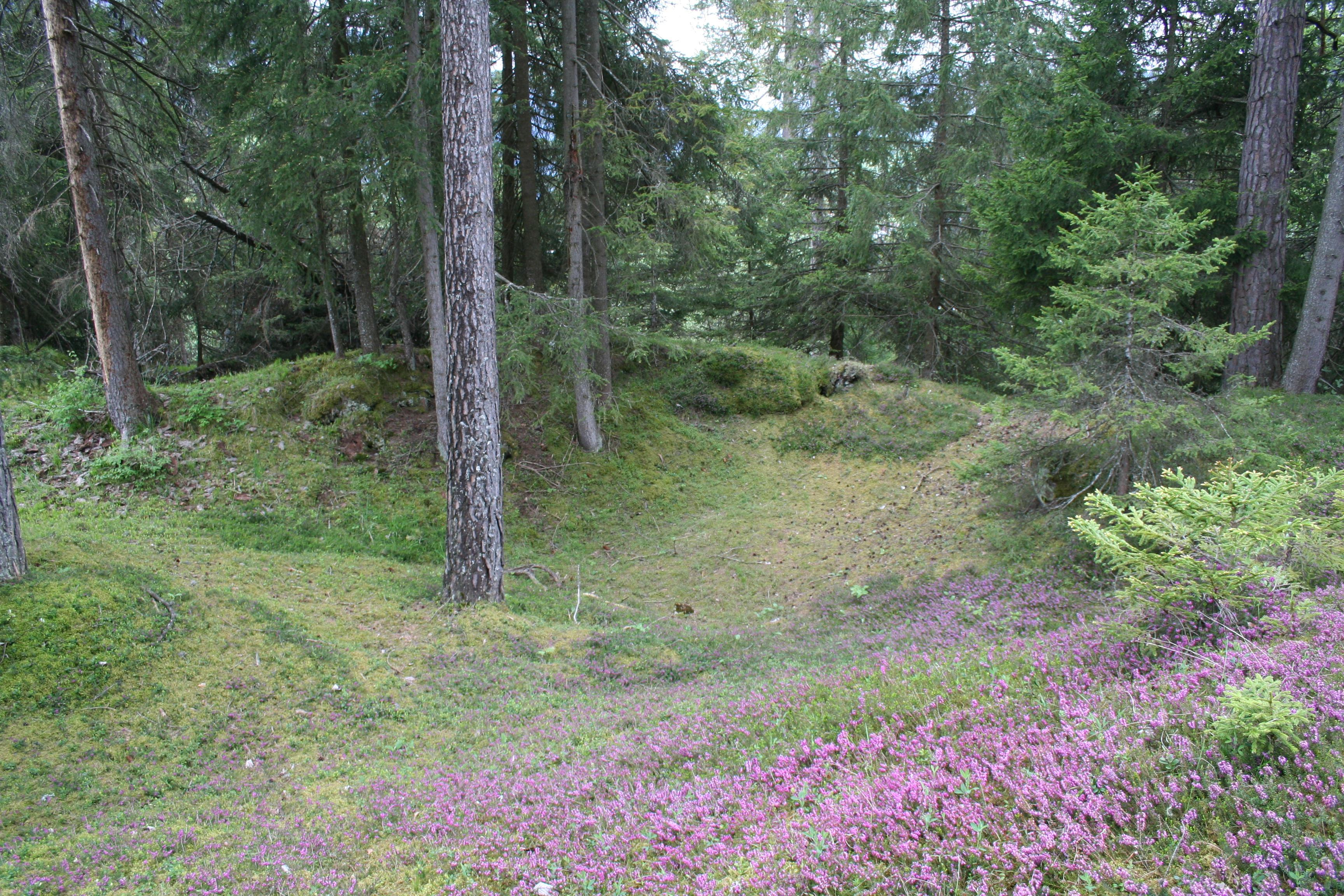
Südliches Vorgelände